# 史密斯島 (百慕達)
史密斯島是百慕達的島嶼，位於北面的帕吉特島和南面的聖大衛島的大西洋海域，長1.2公里、寬0.28公里，面積0.37平方公里，最高點海拔高度14米。
32°22′17″N 64°39′53″W / 32.3715°N 64.6646°W